# John Bartlett (pilote automobile)
John Bartlett, né le 19 janvier 1955 à Hove en Angleterre, est un ancien pilote de course automobile anglais et également le fondateur de l'écurie de course automobile John Bartlett Racing.

## Carrière
En 1984, au volant d'une Lola T610 (en) engagée par son écurie le John Bartlett Racing, il participe à deux manches du championnat du monde des voitures de sport dans la catégorie C2, les 1 000 kilomètres de Silverstone et les 1 000 kilomètres de Sandown Park. Pour ne pas avoir réussi à réaliser le nombre de tours nécessaires dans chacune de ces épreuves, il ne réussit pas à marquer le moindre point dans ce championnat. Il participe également a un certain nombre de manches du championnat britannique Thundersports Series (en).
En 1985, malgré l’implication de son écurie, le John Bartlett Racing, dans le championnat du monde des voitures de sport, il ne participe à aucune course de ce championnat et se concentre sur des participations au championnat britannique Thundersports Series (en) avec comme voiture une Chevron B61. Son meilleur classement de la saison est une 8e place lors de la manche de Brands Hatch.
En 1986, comme l'année précédente, il participe au championnat britannique Thundersports Series (en) avec la même voiture que l'année précédente, une Chevron B61. Son meilleur classement de la saison est une 16e place lors de la manche de Brands Hatch.
En 1987, après deux ans d'absence dans le championnat du monde des voitures de sport, il effectue son retour dans cette compétition en tant que pilote avec son écurie et une Bardon DB1 comme voiture dans la catégorie C2. C'est ainsi qu'il participe aux 1 000 kilomètres de Silverstone, aux 200 Miles de Norisring et aux 1 000 kilomètres de Spa. Il abandonne aux 1 000 kilomètres de Silverstone pour cause de problème moteur, est disqualifié aux 200 Miles de Norisring pour avoir démarré de manière non réglementaire et abandonne de nouveau aux 1 000 kilomètres de Spa par suite d'une perte de roue. Comme lors de sa première participation dans ce championnat, il ne réussit pas à marquer le moindre point. Sa saison sera tout de même ponctuée d'un podium dans le championnat britannique Thundersports Series (en).
En 1988, c'est avec l'écurie britannique Roy Baker Racing, et avec une Tiga GC286 qu'il participe à deux manches du championnat du monde des voitures de sport dans la catégorie C2, les 1 000 kilomètres de Brands Hatch et les 360 kilomètres de Sandown Park. Comme souvent pendant les saisons précédentes, malgré avoir vu le drapeau à damier dans ces deux courses, il n'est pas classé pour ne pas avoir réalisé le nombre de tours minimum et de ce fait ne réussit à marquer le moindre point. Il monte tout de même en deux occasions sur le podium pour sa participation au championnat britannique Thundersports Series (en) lors des manches d'Oulton Park et Snetterton. Pour la première fois, il participe également au championnat naissant BRDC Sportscar Championship (en) et c'est ainsi qu'il monte à deux autres occasions sur le podium lors des manches de Silverstone et d'Oulton Park.
En 1989, il participe aux championnats Thundersports Series (en) et BRDC Sportscar Championship (en) avec son écurie au volant d'une Harrier LR7.
En 1990, toujours avec son écurie, il participe au championnat BRDC Sportscar Championship (en) ainsi qu'à deux manches du championnat américain IMSA.
Il met fin à sa carrière sportive en 1993.